# 오나미
오나미(吳娜美, 1984년 5월 28일~)는 대한민국의 희극 배우이다. 본관은 함평이다.

## 학력
- 상서초등학교 (졸업)
- 공주농업고등학교 원예과 (졸업)
- 우송정보대학 사회체육과 (졸업)
- 동양대학교 연극영화과 (졸업)

## 방송

### 예능
- 《개승자》 (KBS2)
- 《장르만 코미디》 (JTBC)
- 《개그콘서트》 (KBS2)
  - 〈많이 컸네 황회장〉
  - 〈대포동 예술극단〉
  - 〈독한 것들〉(합류이전에는 독한놈들이었다.)
  - <바바바 브라더스>
  - 〈미니시리즈 형제〉
  - 〈쉽게 설명해줄게〉
  - 〈만수르〉
  - 〈둥이 딩이〉
  - 〈뷰티스쿨〉
  - 〈어느 별에서 왔니〉
  - 〈솔로 천국 커플 지옥〉모태솔로 성녀 역
  - 〈슈퍼스타 KBS〉국민걸스 역
  - 〈불편한 진실〉
  - 〈시청률의 제왕〉
  - 〈무섭지 아니한가〉
  - 〈막말자〉
  - 〈현대 레알 사전〉
  - 〈씨스타 29〉
  - 〈후궁뎐;꽃들의 전쟁〉타나미실리 역
  - 〈억수르〉나미다 역
  - 〈사둥이는 아빠 딸〉겨울 역
  - 〈이찬의 상상은 현실이 된다〉 천사 역
  - 〈나미와 붕붕〉
  - 〈리액션 야구단〉
  - 〈HER (헐)〉
  - 〈그녀는 예뻤다〉못난이 역
  - 〈게놈 프로젝트〉100년전 사람 역
  - 〈세.젤.예 (세상에서 제일 예민한 사람)〉
  - 〈연기돌〉
  - 〈아무말 대잔치〉할리우드 배우 역
  - 〈명훈아 명훈아 명훈아〉
  - 〈봉숭아학당〉추나미 역
  - 〈별별별〉희극인
  - 〈#Scene봉선생〉
- 《아이돌 군단의 떴다! 그녀》(MBC Every 1)
  - 2006년 추석특집 - 〈박명수 닮은꼴 찾기〉 편[6]
- 《방송의 적 이적쇼》 (Mnet)
- 《집밥의 여왕》 (JTBC)
- 《왕좌의 게임》 (KBS2)
- 《님과 함께 2 - 최고의 사랑》 (JTBC)
- 《해피투게더》- 신은 공평해 2016년 2월 25일 (KBS2, 게스트)
- 《식량일기 닭볶음탕 편》 (tvN, 2018년)
- 《다큐 인사이트》 - (KBS1) 개그우먼
- 《인생상담 돈앤독》 - (ONCE)
- 《블루문 유치원》 (TV조선2)
- 《조선의 사랑꾼》 (TV조선)
- KBS2 《옥탑방의  문제아들》
- JTBC 《아는형님》
- KBS 1TV 《아침마당》 - 꽃피는 인생수업 (임시패널) (9613회 ~ 9618회)

### 드라마
- SBS 《내 여자친구는 구미호》(2010년)
- KBS2 《성균관 스캔들》 - 미현 역(2010년)
- KBS2 《KBS 드라마 스페셜 - 위대한 계춘빈》 - 무당 역(특별출연, 2010년)
- KBS2 《KBS 드라마 스페셜 연작 시리즈 - 헤어쇼》 - 현영 역(2011년)
- 일본TBS, SBS플러스  《풀하우스 2》(2012년)
- MBC 《앙큼한 돌싱녀》- S라인녀 역 (2014년, 특별출연)
- SBS 《가면》(2015년)
- SBS 《아임 쏘리 강남구》 - 윤주 역(2016년)
- 웹드라마 《완전 무결, 그놈》 - 특별출연(2017년)
- SBS 《강남 스캔들》 - 톱스타 오나미 역(특별출연, 2018년)
- 투니버스 《엑스가리온》 -오 대원 역(2019년)
- KBS2 《좀비탐정》 - 막장 드라마 극중 허경환 아내 역(2020년, 특별출연)

### 종교
- CTS기독교TV 《CTS다음세대 운동본부》 -진행자

### 영화
- 《지구를 지켜라》(2003년)
- 《헬로우 고스트》(2010년)
- 《캣츠토피아》(2018년) - 케이프 역(목소리)
- 《엑스가리온》(2019년)목소리는 김도영 이 후시녹음

### 뮤지컬
- 개그뮤지컬 《우리는 개그맨이다》(2009년)

### 뮤직비디오
- 거북이 - 주인공

### 공연
- 코믹컬 드립걸즈 시즌6

## 유행어
- 안녕하세요. 저는 엄마 뱃속부터 솔로인 모태 솔로 오나미입니다.(솔로 천국 커플 지옥)
- 하지마~(씨스타 29)
- 하지 마시옵소서.(후궁뎐;꽃들의 전쟁)
- 아빠~(억수르)
- 하하하하하하하하~웃겼다,귀여워.(억수르)
- 미안해?(사둥이는 아빠 딸)
- 순 엉터리야~~(그녀는 예뻤다)
- 이러면 남자들이 환장해~! 좋아죽어~!(연기돌)
- This is the 할리우드~(연기돌)
- 얘들아, 축하해줘.(명훈아 명훈아 명훈아)
- 하지마~~ (사둥이는 아빠 딸)
- 미미미~~ (바바바 브라더스)

## 수상 내역
- 2009년 제17회 대한민국문화연예대상 개그맨부문 신인상
- 2009년 KBS 연예대상 코미디부문 여자 신인상
- 2023년 SBS 연예대상 센추리클럽상

## 홍보 대사
- 2022년 홍천경찰서 홍보대사[7]

## 가족
- 2남 1녀 중 첫째. 동생(오택곤, 오택동)
- 배우자: 박민(2022년 9월 4일 결혼)